# Huddunge
Huddunge is een plaats in de gemeente Heby in het landschap Uppland en de provincie Uppsala län in Zweden. De plaats heeft 83 inwoners (2005) en een oppervlakte van 15 hectare.